# سكونا
سكونا (بالسويدية: Skåne) وهي واحدة من 25 محافظة سويدية تقع هذه المحافظة في أقصى جنوب السويد وشبه الجزيرة الإسكندنافية مع بعض الجزر الصغيرة التابعة لها، أكبر مدينة في هذه المحافظة هي مدينة مالمو وألتي هي ثالث أكبر مدينة في السويد وألتي تقع في مقاطعة سكانيه.
تحيط بمحافظة سكانيا من الشمال محافظة هالاند وسمولاند ومن الشمال الشرقي يحيط بها محافظة بليكينغي وفي الشرق والجنوب يجيط بها بحر البلطيق وتقع بالقرب منها جزيرة بورنهولم الدنماركية وفي الغرب تقع بالقرب منها جزيرة أوريسند الدنماركية وألتي يربط بينها جسر أوريسند وألذي بني في سنة 2000 وربط آراضي السويد مع الدنمارك، يبلغ عدد سكان هذه المحافظة 1247338 نسمة.
- كارل نيلسون
- هولغر ليندبرغ